# Турул
Ту́рул (угор. turul) — назва містичного птаха, найбільш імовірно балабана або сокола, який мав провести угорський народ до місця сучасної Угорщини. За іншими інтерпретаціями, турул має риси орла і крука. Він є містичним прабатьком угорського народу — святим тотемом Арпадів або постаттю найвищого бога Іштена, містичним батьком Аттіли та Алмоша. За легендою, птах приніс ватажку повстанців, князю Ференцу ІІ Ракоці меч, який був загублений у битві. (В даний час частина меча втрачена з вини вандалів).
У першій половині XX в. Турул використовувався як символ прихильниками правоконсервативних сил в Угорщині. Хоча він не є офіційним гербом держави, турул є важливим національним символом, особливо популярним серед прихильників ідеї т. зв. «Великої Угорщини», що прагнуть повернення угорських кордонів, дійсних до укладання Тріанонського договору.
Найвідоміша скульптура турула височіє над Королівським замком у Будапешті. На території України пам'ятник символічному птаху Турул до 2022 року знаходився в Мукачівському замку — був замінений на тризуб.